# Peer Raben
Peer Raben (3 de juliol de 1940 – 21 de gener de 2007) va ser un compositor alemany, conegut principalment pels seus treballs cinematogràfics amb el director Rainer Werner Fassbinder.

## Biografia
El seu veritable nom era Wilhelm Rabenbauer, va néixer a Viechtafell, Alemanya, i va cursar estudis a l'Anton-Bruckner-Gymnasium Straubing.
En 1966, Raben, juntament amb altres varis, va fundar el Teatre Action en Múnic, i després la companyia Antiteater en 1968, de la qual va ser escriptor, compositor i director. En 1969 i 1970 va produir els primers films de Fassbinder. Després de treballar en una pel·lícula pròpia, Die Ahnfrau, es va concentrar en la composició musical per a produccions teatrals i cinematogràfiques.
Així i tot, també va dirigir tres films: Die Ahnfrau - Oratorium nach Franz Grillparzer (1971), Adele Spitzeder (1972) i Heute spielen wir den Boß – Wo geht’s denn hier zum Film? (1981), cinta per a la qual va compondre la música.
A més de per a Fassbinder, Raben va compondre música per a Robert van Ackeren, Barbet Schroeder, Daniel Schmid, Bernhard Sinkel, Peter Zadek, Doris Dörrie, Hansgünther Heyme, Ulrike Ottinger, Werner Schroeter, Tom Toelle, Dan Polsby, Percy Adlon i Wong Kar-wai.
EEn 2006 va ser premiat per la seva trajectòria artística World Soundtrack Academy.
Peer Raben va ser durant un temps amant de Fassbinder, compartint apartament amb Irm Hermann. Raben va morir a Mitterfels, Alemanya, el 2007.

## Filmografia
- 1969: Liebe ist kälter als der Tod
- 1969: Katzelmacher
- 1970: Götter der Pest
- 1970: Das Kaffeehaus (TV)
- 1970: Mathias Kneissl
- 1970: Warum läuft Herr R. Amok?
- 1970: Der Amerikanische Soldat
- 1970: Die Niklashauser Fart (TV)
- 1971: Rio das Mortes (TV)
- 1971: Pioniere in Ingolstadt (TV)
- 1971: Whity
- 1971: Warnung vor einer heiligen Nutte
- 1971: Die Ahnfrau - Oratorium nach Franz Grillparzer (TV)
- 1972: Adele Spitzeder (TV)
- 1973: Tschetan, der Indianerjunge
- 1973: Wildwechsel (TV)
- 1973: Die Zärtlichkeit der Wölfe
- 1973: Kleiner Mann - was nun? (TV)
- 1975: Faustrecht der Freiheit
- 1975: Mutter Küsters' Fahrt zum Himmel
- 1975: Angst vor der Angst (TV)
- 1975: Eiszeit
- 1976: Schatten der Engel
- 1976: Ich will doch nur, daß ihr mich liebt (TV)
- 1976: Satansbraten
- 1976: Chinesisches Roulette
- 1977: Violanta
- 1977: Bolwieser (TV)
- 1977: Halbe-Halbe
- 1978: Das Andere Lächeln (TV)
- 1978: Despair
- 1978: Spiel der Verlierer
- 1978: In einem Jahr mit 13 Monden
- 1979: Zuhaus in der Fremde (TV)
- 1979: Die Ehe der Maria Braun
- 1979: Neues vom Räuber Hotzenplotz
- 1979: Die Dritte Generation
- 1979: Bildnis einer Trinkerin
- 1980: Die Jahre vergehen (TV)
- 1980: Die Reinheit des Herzens
- 1980: Mosch
- 1981: Winterstadt
- 1981: Lili Marleen
- 1981: Malou
- 1981: Der Mond is nur a nackerte Kugel
- 1981: R.W. Fassbinder (TV)
- 1981: Die Ortliebschen Frauen
- 1981: Lola
- 1981: Heute spielen wir den Boß – Wo geht’s denn hier zum Film?
- 1981: Tag der Idioten
- 1982: Grenzenlos
- 1982: L'ansietat de Veronika Voss
- 1982: Querelle
- 1983: Dies rigorose Leben
- 1983: Der Bauer von Babylon - Rainer Werner Fassbinder dreht Querelle
- 1983: Die Flambierte Frau
- 1983: Die Schaukel
- 1984: Tricheurs
- 1984: Dorian Gray im Spiegel der Boulevardpresse
- 1984: Glut
- 1984: Baumeister Solness (TV)
- 1986: Flamberede hjerter
- 1987: Tommaso Blu
- 1987: Inside Out
- 1988: Die Venusfalle
- 1990: Sirup
- 1991: Lulu (TV)
- 1992: Frauen über R. W. Fassbinder (TV)
- 1992: Happy Birthday, Türke!
- 1992: Glück 1
- 1992: Die Wahre Geschichte von Männern und Frauen
- 1992: Zwischensaison
- 2000: Vino santo (TV)
- 2000: Für mich gab's nur noch Fassbinder
- 2000: Die Königin - Marianne Hoppe
- 2002: Heimatfilm! (TV)
- 2004: Éros
- 2005: Kontakt